# كركرمرغي دلي بجك (تشنار)
كركرمرغي دلي بجك (بالفارسية: کرکرمرغی دلی بجک) هي قرية تقع في إيران في قسم تشنار الريفي. يقدر عدد سكانها بـ 0 نسمة بحسب إحصاء 2016.